# Darling (film, 1965)
Darling (engelska: Darling) är en brittisk svartvit romantisk dramafilm från 1965 i regi av John Schlesinger. Huvudrollsinnehavaren Julie Christie, som fick förkroppsliga det frigjorda och jämlika kvinnoidealet i 60-talsfilmer, belönades med en Oscar för bästa kvinnliga huvudroll. 

## Handling
Den unga och vackra modellen Diana Scott kommer från en enkel bakgrund, men är fast besluten att bli rik och berömd. Av en slump träffar hon TV-journalisten Robert Gold (Dirk Bogarde) och de inleder ett förhållande trots att de båda är gifta på var sitt håll. De rör sig båda i jetsetkretsar i "Swinging London". Diana blir dock snabbt uttråkad och det dröjer inte länge förrän hon börjar inleda relationer med andra och rikare män såsom Miles Brand (Laurence Harvey), VD för ett reklamföretag, och den italienske prinsen Cesare della Romita (José Luis de Vilallonga).

## Priser
Filmen blev en framgång såväl kommersiellt som hos kritikerna. Den belönades med tre priser på Oscarsgalan 1966; förutom Christie vann även Frederic Raphael för bästa originalmanus och Julie Harris för bästa kostym. Den var även nominerad för bästa film och bästa regi. Den belönades med flera British Academy Film Awards (Bogarde, Christie och Raphael) och en Golden Globe Award (bästa utländska engelskspråkiga film).